# Julián Ribera
Julián Ribera y Tarragó (1858 - 1934) fue un filólogo, arabista y musicólogo español, descubridor de la existencia del dialecto románico mozárabe.

## Biografía
Nacido el 19 de febrero de 1858 en la localidad valenciana de Carcagente, en el número 3 de la calle de San Antonio. Estudió Derecho y Filosofía y Letras en la Universidad de Valencia, y se doctoró en ambas en la Universidad de Madrid.
Ingresó como académico de número en la Real Academia de la Lengua -letra O- el 26 de mayo de 1912, y en 1915 en la de la Historia.
Catedrático de lengua arábiga en las universidades de Zaragoza y Madrid, dirigió la Biblioteca Arábigo-Hispana, la Colección de Estudios Árabes y la Revista de Aragón, y entre sus discípulos contó a Miguel Asín Palacios. Falleció en Puebla Larga el 2 de mayo de 1934.

## Obra
La enseñanza entre los musulmanes españoles (1893), Bibliófilos y bibliotecas en la España musulmana (1896); Orígenes del Justicia de Aragón (1897). Editó la Historia de los jueces de Córdoba de Aljoxaní y pronunció su discurso de ingreso en la Real Academia Española sobre el Cancionero de Abencuzmán (1912); en estas dos últimas obras demuestra la existencia de un dialecto románico desconocido, el mozárabe, que convivía con el árabe literario cultivado por las clases cultas. Estudió también la lírica arabigoandaluza y su influjo sobre la lírica popular castellana y la lírica provenzal. En el prólogo a su traducción de la Crónica de Abenalcotía exhuma noticias sobre la existencia de una épica popular andaluza desde fines del siglo IX. Publicó también estudios de musicología hispanoárabe (Música de las Cantigas, 1922), demostrando la enorme importancia que tuvo la síntesis musical arabigoandaluza para el desarrollo de la música medieval de los trovadores y los minnesänger.